# V5668 Sagittarii

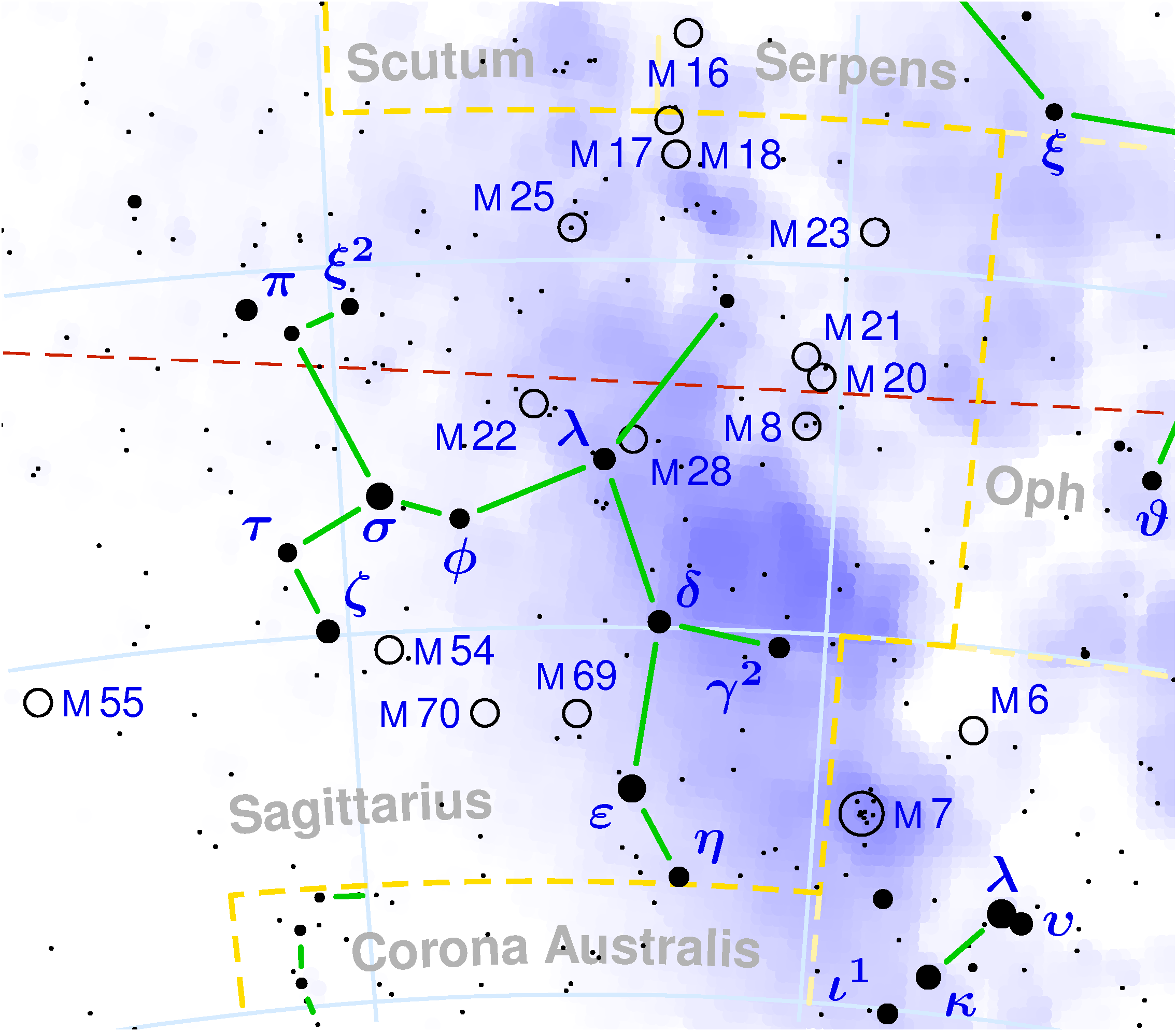
Sternbild Schütze

V5668 Sagittarii (auch V5668 Sgr) war eine Nova im Sternbild Schütze, die Ende März November 2015 eine Helligkeit von 4,3m erreichte. Entdeckt wurde sie am 15. März 2015 von John Seach aus Chatsworth Island, New South Wales, Australien.

## Koordinaten
- Rektaszension: 18h 36m 45s.84
- Deklination: −25° 55' 39".8